# 22-й Берлинский международный кинофестиваль
22-й Берлинский международный кинофестиваль прошёл с 23 июня по 4 июля 1972 года в Западном Берлине.

## Жюри
- Элинор Перри (председатель жюри)
- Фриц Дробилиш-Вальден
- Франсис Кон
- Рита Ташингэм
- Тинто Брасс
- Юкити Синада
- Хулио Коль
- Ханс Хельмут Кирст
- Герберт Обершернингкат

## Конкурсная программа
- День чемпиона, режиссёр Фрэнк Саймон
- Пропавший клерк, режиссёр Герт Фридолм
- Задержанный в ожидании суда, режиссёр Нанни Лой
- Горькие слезы Петры Фон Кант, режиссёр Райнер Вернер Фассбиндер
- Хаммерсмит вышел на волю, режиссёр Питер Устинов
- Кентерберийские рассказы, режиссёр Пьер Паоло Пазолини
- Джон, нож и река, режиссёр Джордж Слёйзер
- Аудиенция, режиссёр Марко Феррери
- Дом без границ, режиссёр Педро Олеа
- Старая дева, режиссёр Жан-Пьер Блан
- Бар на развилке, режиссёр Ален Левент
- Ни Днём, Ни Ночью, режиссёр Стивен Хиллиард Штерн
- Lukket avdeling, режиссёр Арнлхот Берг
- Oh, to Be on the Bandwagon!, режиссёр Хеннинг Карлсен
- Олимпия – Олимпия, режиссёр Йохен Бауэр
- Решма и Шера, режиссёр Сунил Датт
- Деревня Ойстер, режиссёр Чон Джин-у
- Медовый месяц, режиссёр Клэс Лундберг
- Больница, режиссёр Артур Хиллер
- Одержимость Джоэла Делейни, режиссёр Уорис Хуссейн
- На вершине, режиссёр Кристофер Сент-Джон
- Следы темноволосой девочки, режиссёр Здравко Рандич
- Обещание, режиссёр Коити Сайто

## Награды
- Золотой медведь:
  - Кентерберийские рассказы, режиссёр Пьер Паоло Пазолини
- Золотой медведь за лучший короткометражный фильм:
  - Полёт
- Серебряный медведь:
- Серебряный медведь за лучшую мужскую роль:
  - Альберто Сорди — Задержанный в ожидании суда
- Серебряный медведь за лучшую женскую роль:
  - Элизабет Тейлор — Хаммерсмит вышел на волю
- Серебряный медведь за лучшую режиссёрскую работу:
  - Жан-Пьер Блан — Старая дева
- Серебряный медведь - специальный приз за лучший короткометражный фильм:
  - Великан-эгоист
  - Три этюда для Кэти и Милоша
- Серебряный медведь - специальный приз жюри:
  - Больница
- Особое упоминание:
- Особое упоминание - документальный фильм:
  - День чемпиона
  - Олимпия – Олимпия
- Приз международной ассоциации кинокритиков (ФИПРЕССИ):
- Приз ФИПРЕССИ (программа «Форум»):
  - Семейная жизнь
- Приз ФИПРЕССИ (конкурсная программа):
  - Аудиенция
- Приз международного евангелического жюри:
- Приз международного евангелического жюри (программа «Форум»):
  - Почтальон
  - Французские кальвинисты
- Приз имени Отто Дибелиуса международного евангелического жюри:
  - Lukket avdeling
- Приз имени Отто Дибелиуса международного евангелического жюри (короткометражные фильмы):
  - Da mußte die böse Frau die ganzen Mohrrüben selber fressen
- Гран-при международного евангелического жюри:
  - Бланш
- Приз международного евангелического жюри - рекомендация:
  - Приз международного евангелического жюри - рекомендация (программа «Форум»):
  - Дорогая мама, я в порядке
  - Семейная жизнь
  - Роза и Лин
  - У святого Михаила был петух
  - Око за око
  - Сан-Бернардо
  - Зимний солдат
- Приз Международной Католической организации в области кино (OCIC):
- Приз Международной Католической организации в области кино (программа «Форум»):
  - Ночь Сан Хуана
- Приз Международной Католической организации в области кино (конкурсная программа):
  - Пропавший клерк
- Приз Международной Католической организации в области кино - рекомендация:
- Приз Международной Католической организации в области кино - рекомендация (программа «Форум»):
  - Корова
  - Французские кальвинисты
  - Дни воды Мануэль Октавио Гомес
  - Эмитай (Бог грома)
  - Семейная жизнь
  - Фильм молодых лордов
- Приз Международной Католической организации в области кино - рекомендация (конкурсная программа):
  - Больница
  - Старая дева
- Награда C.I.D.A.L.C.:
  - Ни Днём, Ни Ночью
- Награда C.I.D.A.L.C. - почётное упоминание:
  - Старая дева
- Премия международного союза кинокритиков (UNICRIT):
  - Старая дева
- Золотой приз международной гильдии писателей (IWG):
  - Ни Днём, Ни Ночью